# 浦头大庙
24°30′41″N 117°40′14″E / 24.51139°N 117.67056°E
浦头大庙位于中国福建省漳州市芗城区港口街道浦头港北侧，又称崇福宫、浦头关帝庙，主祀關帝。系山西解州关帝庙分镇。南宋淳熙十四年（1187年）始建，清康熙三十四年（1695年）由蓝理扩建，清乾隆五年（1740年）重修。悬山顶燕尾脊式建筑，坐北向南，前有庙埕，总占地面积约为4500平方米。庙内保存明万历至清道光的碑刻六通，记录有关海船停泊、贸易税收的官府规定和民间公约等。2009年11月16日公布为第七批福建省文物保护单位。

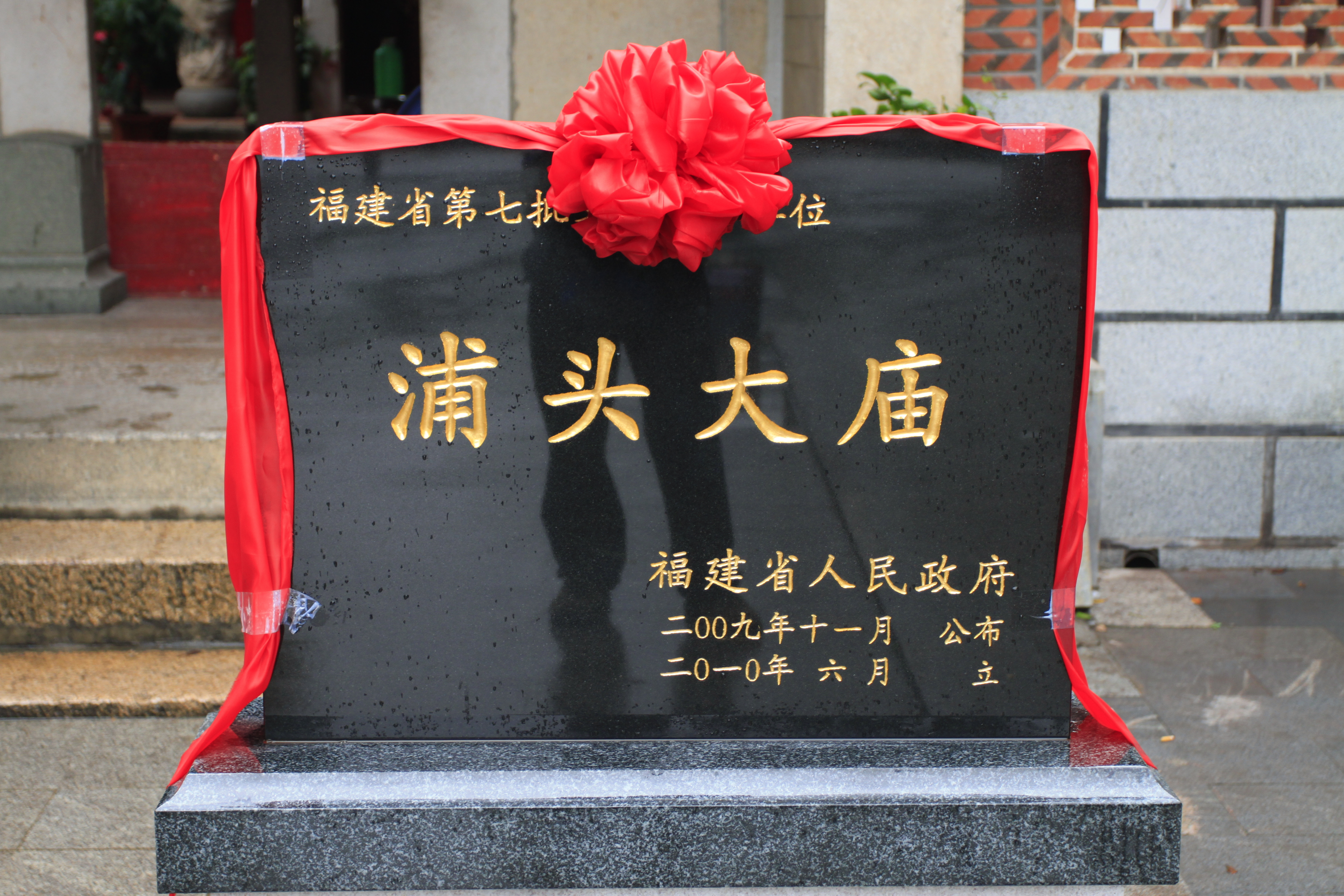
文物保護單位石碑

## 十八廟口
浦頭當地有俗語說：「大廟管十八間廟口」，顯示此廟為當地信仰中心的地位。而所謂的十八廟口，分別是指：
1. 浦頭大廟崇福宮
2. 霞東書院文昌宮：主祀文昌帝君，屬於後田仔、新行街，實為全浦頭所有。
3. 文英樓（定潮樓）周倉爺廟：主祀周倉爺，屬於鹽魚市、港腳社。
4. 祈保亭觀音佛祖廟：主祀觀音佛祖，屬於祈保亭角落。
5. 東崗關帝廟：主祀關聖帝君，屬於粉街仔、水田、柳仔腳
6. 祥慈宮媽祖廟：主祀媽祖，屬於蟶仔市。
7. 管仔頂保生大帝廟：主祀保生大帝，屬於管仔頂。
8. 探花碼土地公廟：主祀土地公主地婆，屬於探花碼角落。
9. 增幅祠土地公廟：主祀土地公主地婆，屬於石橋頭與米市仔（一邊一半）。
10. 閘仔頭穀保仙王：主祀穀保仙王神農氏，屬於石橋頭與米市仔（一邊一半）。
11. 人和廟：據說主祀輔順將軍馬仁。屬於籠子街與蟶仔市（一邊一半）。現已不存。
12. 朝天宮保生大帝廟：主祀保生大帝，附祀法主公，屬於朝天宮角落。現已不存，法主公神像附祀在浦頭大廟。
13. 三公廟：主祀神不明，為圓潭仔郭姓人奉祀。現已不存。
14. 合美宮王爺廟：主祀王爺，屬於王爺廟角落。
15. 河仔尾佛祖：主祀註生娘娘，屬於河仔尾角。現已不存。
16. 相厝伽藍大王廟：主祀伽藍大王，屬於上厝社。
17. 田中央鳳田宮伽藍大王與夫人廟：主祀伽藍大王與夫人，屬於田豐社。
18. 塔後武當宮玄天上帝廟：主祀玄天上帝，屬於塔後社。